# 名將森遜
名將森遜（日語：メイショウサムソン），是日本純種競賽馬匹。生涯活躍於中距離賽事，曾於2006年勝出經典三冠賽事頭二冠，並於2007年稱霸春秋天皇賞。

## 出賽前
2003年3月7日出生於北海道浦河町林孝輝牧場，成長途中被馬主松本好雄以700萬日圓購入。
其後交由栗東訓練中心練馬師瀨戶口勉訓練。

## 競賽生涯

### 2歲
2005年出戰小倉競馬場2歲新馬賽，於石橋守策騎下獲得第二。
其後出戰2歲未勝利戰獲得第三後，最終於9月4日的另一場2歲未勝利戰取得首勝利。
9月18日出戰公開賽野路谷錦標，於其中以優秀的加速道路斬獲冠軍。
其後出戰公開賽荻錦標，最終未能堅守優勢下獲得第四。
11月19日出戰東京體育盃兩歲錦標，於直路上和李察靈駒纏鬥，最終落於下風下被對手拋離2 1/2馬位獲得亞軍。
其後出戰的中京兩歲錦標，於直路上爆發末腳，最終以1分47.5秒破紀錄的時間奪得冠軍。

### 3歲
2006年首戰爲三級賽如月賞，雖然於比賽初段一直保持於先頭位置，並於進入直路後領先，但最終被後上馬網路亨通以凌厲的勢頭超越，最終獲得亞軍。
3月19日出戰春季錦標，獲得第四人氣。比賽開始後，其採取先行跑法一直保持自身於馬群前方。進入直路後，其隨即加速並和一同衝出的李察靈駒纏鬥，最終成功以頸位壓過對手，獲得首個分級賽冠軍。
4月16日出戰皋月賞，鑑於此前戰績不算過於得出，因而只獲得第六人氣。比賽開始後，其處於約莫第六的較前位置，並於通過第三彎道後開始發力爬升。進入直路後，其保持速度並跑出全場第三快末腳，抵擋後方網路亨通的來襲，最於其堅持下成功以1/2馬位壓果對手復仇，奪得首個一級賽冠軍。
5月28日出戰東京優駿（日本打吡），由於此前勇奪皋月賞，以3.8倍的獨贏賠率成爲第一人氣。比賽開始後，其於先頭部隊之中推進，並以靠前的有利位置進入直路。進入直路後，其隨即加速衝刺，於最後關頭成功超越領放的至愛，最終以頸位優勢獲得冠軍。
夏季放草過後出戰神戶新聞盃，雖然比賽途中保持於先頭位置，但進入直路後被網路亨通超越，最終以頸爲差距落敗得第二。
10月22日出戰菊花賞，其繼續選用先行戰術，並於以第二名通過第四彎道。進入直路後，雖然其奮力衝刺，但最終未能超越前方的至愛下由被後上馬風之歌及網路亨通超越，獲得第四。
其後出戰先日本盃及有馬紀念，均未能掄元，分別獲得第六及第五。

### 4歲
2007年2月，由於練馬師瀨戶口勉退休，其被轉移至同屬栗東訓練中心的高橋成忠馬房。
4月1日出戰產經大阪盃，比賽途中於中團位置追走，並於通過第四彎道後抽出外檔位置加速，最終成功於最後關頭超越領放馬關之影。
其後出戰春季天皇賞，落後於Eye Popper獲得第二人氣。比賽開始後其處於中團位置，但於比賽途中一直加速爬升，通過第四彎道時其經已處於有利位置。進入直路後，其憑藉過彎時建立的優勢成功取得領先，最終於保持速度下以鼻位險勝第二的Erimo Expire奪冠。
6月24日出戰寶塚紀念，雖然於賽前投票中獲得第一，但僅次於伏特加獲得第二人氣。比賽開始後，其處於中團靠後位置推進，並於通過第三彎道後發力爬升至第二。進入彎道後，其隨即加速並奪得領先，隨後和後上的賞月展開激烈爭奪。最終名將森遜於稍微處於下風的狀態下，以1/2馬位敗於對手獲得亞軍。
夏季時陣營宣佈遠征法國，以福伊錦標為熱身劍指凱旋門大賽，但於出發前患上流感，最終於陣營慎重考慮下決定取消遠征。
10月28日出戰宣佈出戰秋季天皇賞，改由武豐策騎。比賽途中一直保持於前方，進入直路後隨即加速衝刺，最終以2 1/2馬位優勢奪冠，成爲計玉藻十字、特別週及好歌劇後第四匹稱霸春秋天皇賞的賽駒。
其後出戰日本盃，比賽初段處於中團靠後位置，進入直路後展開衝刺，但最終不敵賞月及搖滾樂得第三。

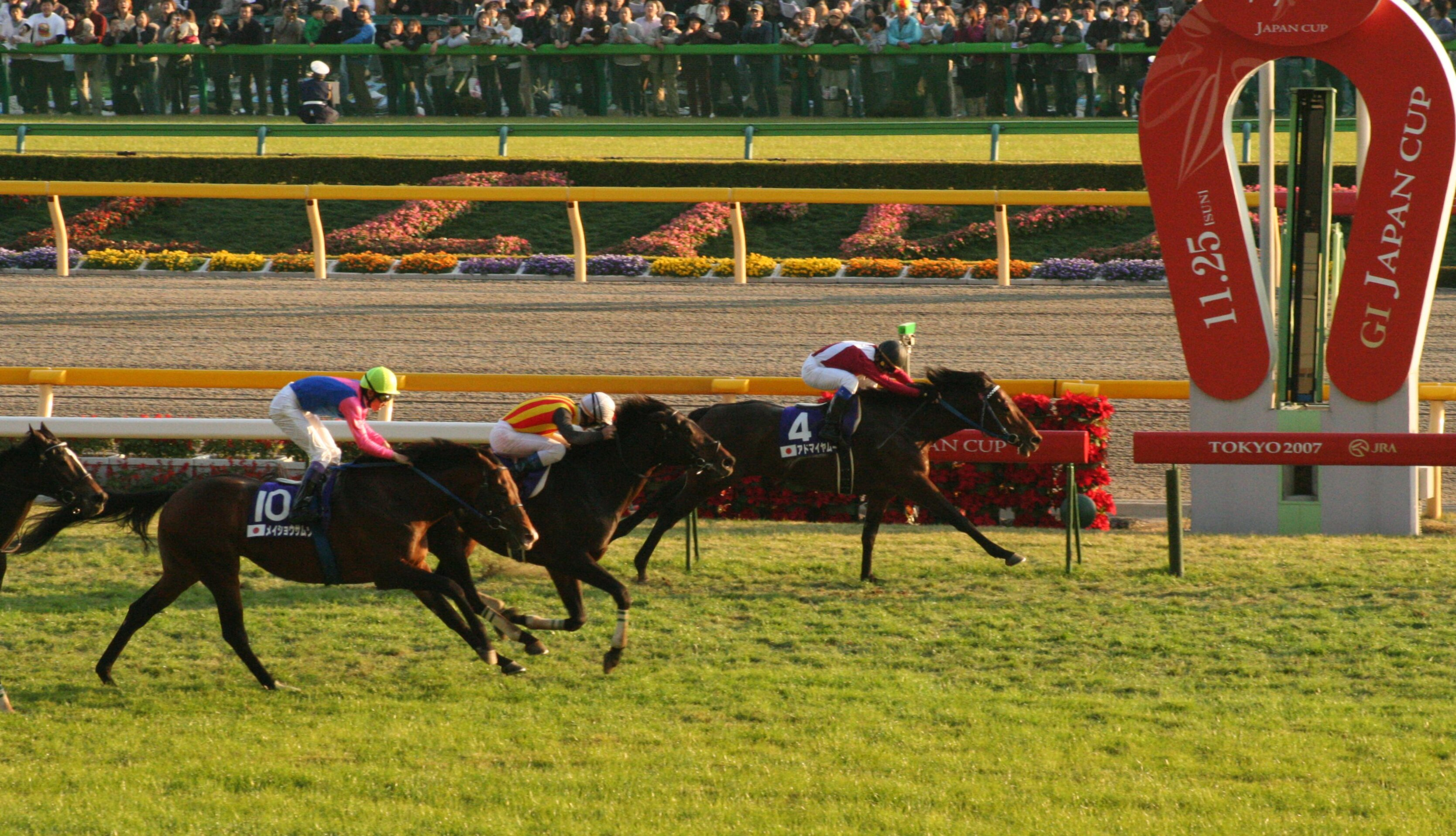
出戰日本盃的名將森遜

12月23日出戰有馬紀念，由於比賽途中被馬群阻擋，加上於直路上受到較慢步速的影響，最終未能進一步加速下獲得第八。
年末，由於其於年間的優秀表現，和伏特加一同獲得特別賞。

### 5歲
2008年年初原定遠征阿聯酋，出戰杜拜司馬經典賽，但鑑於阿聯酋方面的嚴格檢疫制度，馬主松本好雄和陣營商討後決定放棄參賽並改爲以春季天皇賞爲目標。
4月6日出戰產經大阪盃作爲春季天皇賞的熱身，但並未跑出實力下僅獲得第六。
其後按計劃出戰春季天皇賞，但於直路上被Admire Jupiter超越，最終以頭位憾負獲得第二。
6月22日出戰寶塚紀念，雖然於直路上跑出全場最快末腳並超越了淺草皇帝，不過仍然無法追過領放的榮進代表，最終獲得亞軍。
完成寶塚紀念後陣營再度宣佈遠征法國出戰凱旋門大賽，於比賽途中一度處於先頭位置，但由於比賽後端步速轉快以開始沉底，進入直路後更未能響應騎師武豐對其的指揮而無法成功衝刺，最終以第十完賽。
回國後首戰爲日本盃，由於主戰騎師武豐於較早前的比賽中落馬受傷，由前主戰騎師石橋守代打策騎。結果未能成功進一步加速獲得第六。
12月28日出戰有馬紀念，雖然比賽途中一直以穩定的節奏處於前方，但進入直路後開始失速，最終以第八完賽。
其後陣營安排其退役，並於2009年1月4日在京都競馬場舉行退役儀式。

### 詳細賽績
| 日期       | 舉辦國家 | 馬場 | 距離   | 級別 | 賽事名稱           | 負重 | 騎師   | 馬號 | 出馬 | 名次 | 時間     | 頭馬（二馬）        |
| ---------- | -------- | ---- | ------ | ---- | ------------------ | ---- | ------ | ---- | ---- | ---- | -------- | ------------------- |
| 31/7/2005  | 日本     | 小倉 | 草1800 |      | 2歲新馬            | 54   | 石橋守 | 4    | 12   | 2    | 1:53.5   | Glorious Week       |
| 20/8/2005  | 日本     | 小倉 | 草1800 |      | 2歲未勝利          | 54   | 石橋守 | 8    | 9    | 3    | 1:48.3   | Enshin Chandler     |
| 4/9/2005   | 日本     | 小倉 | 草1800 |      | 2歲未勝利          | 54   | 石橋守 | 10   | 14   | 1    | 1:50.5   | （King Emperor）    |
| 18/9/2005  | 日本     | 阪神 | 草1600 | OP   | 野路菊錦標         | 54   | 石橋守 | 11   | 11   | 1    | 1:36.0   | （Tagano Marshal）  |
| 29/10/2005 | 日本     | 京都 | 草1800 | OP   | 萩錦標             | 56   | 石橋守 | 7    | 8    | 4    | 1:50.0   | 李察靈駒            |
| 19/11/2005 | 日本     | 東京 | 草1800 | GIII | 東京體育盃兩歲錦標 | 55   | 石橋守 | 6    | 11   | 2    | 1:47.3   | 李察靈駒            |
| 17/12/2005 | 日本     | 中京 | 草1800 | OP   | 中京兩歲馬錦標     | 57   | 石橋守 | 8    | 10   | 1    | 1:47.5   | （Top of Tsuyoshi） |
| 12/2/2006  | 日本     | 京都 | 草1800 | GIII | 如月賞             | 57   | 石橋守 | 7    | 12   | 2    | 1:47.5   | 網亨通              |
| 19/3/2006  | 日本     | 中山 | 草1800 | GII  | 春季錦標           | 56   | 石橋守 | 16   | 16   | 1    | 1:48.9   | （李察靈駒）        |
| 16/4/2006  | 日本     | 中山 | 草2000 | GII  | 皐月賞             | 57   | 石橋守 | 5    | 18   | 1    | 1:59.9   | （網亨通）          |
| 28/5/2006  | 日本     | 東京 | 草2400 | GI   | 東京優駿           | 57   | 石橋守 | 2    | 18   | 1    | 2:27.9   | （至愛）            |
| 24/9/2006  | 日本     | 中京 | 草2000 | GII  | 神戶新聞盃         | 56   | 石橋守 | 2    | 16   | 2    | 1:58.1   | 網亨通              |
| 22/10/2006 | 日本     | 京都 | 草3000 | GI   | 菊花賞             | 57   | 石橋守 | 12   | 18   | 4    | 3:03.4   | 風之歌              |
| 26/11/2006 | 日本     | 東京 | 草2400 | GI   | 日本盃             | 55   | 石橋守 | 11   | 11   | 6    | 2:25.9   | 大震撼              |
| 24/12/2006 | 日本     | 中山 | 草2500 | GI   | 有馬紀念           | 55   | 石橋守 | 8    | 14   | 5    | 2:32.7   | 大震撼              |
| 1/4/2007   | 日本     | 阪神 | 草2000 | GII  | 大阪盃             | 59   | 石橋守 | 3    | 11   | 1    | 2:01.4   | （關之影）          |
| 29/4/2007  | 日本     | 京都 | 草3000 | GI   | 春季天皇賞         | 58   | 石橋守 | 6    | 16   | 1    | 3:14.1   | （Erimo Expire）    |
| 24/6/2007  | 日本     | 阪神 | 草2200 | GI   | 寶塚紀念           | 58   | 石橋守 | 17   | 18   | 2    | 2:12.5   | 賞月                |
| 28/10/2007 | 日本     | 東京 | 草2000 | GI   | 秋季天皇賞         | 58   | 武豐   | 1    | 16   | 1    | 1:58.4   | （Anges Ark）       |
| 25/11/2007 | 日本     | 東京 | 草2400 | GI   | 日本盃             | 57   | 武豐   | 10   | 18   | 3    | 2:24.7   | 賞月                |
| 23/12/2007 | 日本     | 中山 | 草2500 | GI   | 有馬紀念           | 57   | 武豐   | 1    | 15   | 8    | 2:35.2   | 梵高藝展            |
| 6/4/2008   | 日本     | 阪神 | 草2000 | GII  | 大阪盃             | 59   | 武豐   | 7    | 11   | 6    | 1:59.2   | 大和赤驥            |
| 4/5/2008   | 日本     | 京都 | 草3200 | GI   | 春季天皇賞         | 58   | 武豐   | 8    | 14   | 2    | 3:15.1   | Admire Juipter      |
| 29/6/2008  | 日本     | 阪神 | 草2200 | GI   | 寶塚紀念           | 58   | 武豐   | 2    | 14   | 2    | 2:15.3   | 榮進代表            |
| 5/10/2008  | 法國     | 隆尚 | 草2400 | G1   | 凱旋門大賽         | 59.5 | 武豐   | 5    | 16   | 10   | 紀錄缺失 | 實夠威              |
| 30/11/2008 | 日本     | 東京 | 草2400 | GI   | 日本盃             | 57   | 石橋守 | 2    | 17   | 6    | 2:26.0   | 銀幕英雄            |
| 28/12/2008 | 日本     | 中山 | 草2500 | GI   | 有馬紀念           | 57   | 武豐   | 9    | 14   | 8    | 2:32.5   | 大和赤驥            |

## 退役後
退役後，名將森遜成爲了配種馬，於北海道安平町社台Stallion Station休養，於2009年進行配種。首批子嗣於2010年出生。首批子嗣可於2012年出賽，2013年1月6日已經有中央的賽駒在新馬賽中取勝.2015年10月31日，電工使者在月神錦標取勝，成爲首匹勝出分級賽的賽駒。
2014被轉移至北海道浦河町East Stud，繼續進行配種工作。
2021年10月28日由配種馬退役，被轉移至北海道日高町日高Horse Friend以功勞馬身份進行養老生活。
2024年11月26日，其於牧場內死亡，享年21歲。

### 主要子嗣

#### 分級賽優勝子嗣
2011年生
- Luminous Warrior（函館紀念）

2013年生
- Aster Samson（京都跳欄賽）
- 電工使者（月神錦標）
- 鎮守邊疆（中山牝馬錦標）
- 雪姬（福島牝馬錦標）

## 血統簡介
父系歌劇院爲英國賽駒，生涯戰績彪炳，曾勝出三項一級賽。祖父鞍井匠爲美國生產的英國賽駒，生涯戰績優勢，曾勝出愛爾蘭二千堅尼及日蝕大賽等賽事，配種成績亦極爲優秀，爲當時著名種馬之一。
母系My Vivien爲日本賽駒，生涯無一勝場。外祖父勇舞爲美國生產的英國賽駒，生涯僅得一敗，曾於1986年奪得凱旋門大賽冠軍，被譽爲1980年代歐洲最強賽駒。

### 血統表
| 父線：鞍匠井系（北地舞人系）      |                              |                 |               |
| 種馬 歌劇院 1988年（棗色）        | 鞍匠井 1981年（棗色）        | 北地舞人        | 新北區        |
| 種馬 歌劇院 1988年（棗色）        | 鞍匠井 1981年（棗色）        | 北地舞人        | Natalma       |
| 種馬 歌劇院 1988年（棗色）        | 鞍匠井 1981年（棗色）        | Fairy Bridge    | Bold Reason   |
| 種馬 歌劇院 1988年（棗色）        | 鞍匠井 1981年（棗色）        | Fairy Bridge    | Special       |
| 種馬 歌劇院 1988年（棗色）        | Colorspin 1983年（棗色）     | High Top        | Derring-Go    |
| 種馬 歌劇院 1988年（棗色）        | Colorspin 1983年（棗色）     | High Top        | Camenae       |
| 種馬 歌劇院 1988年（棗色）        | Colorspin 1983年（棗色）     | Reprocolor      | Jimmy Peppin  |
| 種馬 歌劇院 1988年（棗色）        | Colorspin 1983年（棗色）     | Reprocolor      | Blue Queen    |
| 繁殖雌馬 My Vivien 1997年（棗色） | 勇舞 1983年（棗色）          | 利法爾          | 北地舞人      |
| 繁殖雌馬 My Vivien 1997年（棗色） | 勇舞 1983年（棗色）          | 利法爾          | Goofed        |
| 繁殖雌馬 My Vivien 1997年（棗色） | 勇舞 1983年（棗色）          | Navajo Princess | Drone         |
| 繁殖雌馬 My Vivien 1997年（棗色） | 勇舞 1983年（棗色）          | Navajo Princess | Olmec         |
| 繁殖雌馬 My Vivien 1997年（棗色） | Will Princess 1983年（棗色） | Sun Prince      | Princely Gift |
| 繁殖雌馬 My Vivien 1997年（棗色） | Will Princess 1983年（棗色） | Sun Prince      | Costa Sola    |
| 繁殖雌馬 My Vivien 1997年（棗色） | Will Princess 1983年（棗色） | Yell            | Fortino       |
| 繁殖雌馬 My Vivien 1997年（棗色） | Will Princess 1983年（棗色） | Yell            | 石榴石        |
| 雌系：號族：3-l                   |                              |                 |               |
| 五代內近親交配：北地舞人 3×4      |                              |                 |               |

## 命名由來
名字中，Meisho（メイショウ）是馬主松本好雄的冠名，是其出身之兵庫縣明石市中的「明」（メイ）及姓氏松本中的「松」（ショウ）之音讀之結合，香港則將其翻譯为讀音類近，並帶有褒義的「名將」；Samson（サムソン）出自基督教《旧约圣经》《士師記》中的人物參孫，香港則譯为「森遜」。

## 外部連結
- 名將森遜 netkeiba.com （页面存档备份，存于）
- 血統表 （页面存档备份，存于）